# Arabia Saudita en los Juegos Olímpicos de Pekín 2008
Arabia Saudita estuvo representada en los Juegos Olímpicos de Pekín 2008 por un total de 14 deportistas masculinos que compitieron en 4 deportes.
El portador de la bandera en la ceremonia de apertura fue el atleta Mohamed Al-Juwalidi. El equipo olímpico saudita no obtuvo ninguna medalla en estos Juegos.